# Deuterixys bennetti
Deuterixys bennetti är en stekelart som beskrevs av Whitfield 1985. Deuterixys bennetti ingår i släktet Deuterixys och familjen bracksteklar. Inga underarter finns listade i Catalogue of Life.